# Dalla strada al palco
Dalla strada al palco è un programma televisivo italiano di genere talent show, in onda in prima serata su Rai 2 dal 28 giugno 2022 al 26 marzo 2024 e su Rai 1 dal 10 gennaio 2025 con la conduzione di Nek, affiancato dalla quarta edizione da Bianca Guaccero.

## Il programma
All'interno del programma è offerta a numerosi cantanti, musicisti e artisti di strada la possibilità di esibirsi e di raccontarsi in un contesto ben diverso da quello in cui sono abituati, cioè il palco televisivo.
Il pubblico, presente in uno studio ispirato alle atmosfere delle piazze italiane, ha la possibilità di ascoltare le storie e di ammirare le esibizioni di ciascun artista per poi decretare i migliori attraverso una votazione. Le prime puntate sono caratterizzate dalla presenza di alcuni ospiti, denominati passanti importanti, che alla fine della serata scelgono l'ultimo concorrente da mandare alla puntata finale insieme a coloro che hanno ottenuto il punteggio più alto da parte del pubblico. Infine, attraverso una votazione che unisce i punti del pubblico a quelli dei passanti importanti che partecipano alla puntata finale, si decreta il Miglior artista di strada d'Italia, al quale si consegna un cappello contenente un montepremi di 10000 €.
Il programma è ideato da Carlo Conti insieme a Emanuele Giovannini, Leopoldo Siano, Giona Peduzzi, ed è scritto con Maria Grazia Giacente, Simona Iannicelli e Luca Pellegrino con la collaborazione di Mattia Bravi.
La direzione musicale è affidata al maestro Enrico Melozzi nella prima edizione e al maestro Luca Chiaravalli dalla seconda edizione.
La sigla del programma è la canzone Jump dei Van Halen.

## Edizioni
| Edizione | Conduzione | Conduzione      | Messa in onda    | Messa in onda   | Rete  | Puntate | Maestro          | Vincitore       | Vincitore        | Sede   | Studio televisivo                               | Regia               | Regia              |
| Edizione | Conduzione | Conduzione      | Inizio           | Fine            | Rete  | Puntate | Maestro          | Concorrente     | Categoria        | Sede   | Studio televisivo                               | Regia               | Regia              |
| -------- | ---------- | --------------- | ---------------- | --------------- | ----- | ------- | ---------------- | --------------- | ---------------- | ------ | ----------------------------------------------- | ------------------- | ------------------ |
| 1ª       | Nek        | Non presente    | 28 giugno 2022   | 19 luglio 2022  | Rai 2 | 4       | Enrico Melozzi   | Emanuel Victor  | Chitarra         | Roma   | Studio 5 degli Studi Televisivi Fabrizio Frizzi | Sergio Colabona     | Sergio Colabona    |
| 2ª       | Nek        | Non presente    | 28 marzo 2023    | 2 maggio 2023   | Rai 2 | 6       | Luca Chiaravalli | Laura Calafiore | Fast painting    | Napoli | Auditorium Rai di Napoli                        | Sergio Colabona     | Sergio Colabona    |
| 3ª       | Nek        | Non presente    | 20 febbraio 2024 | 26 marzo 2024   | Rai 2 | 6       | Luca Chiaravalli | Alessio Spirito | Danza acrobatica | Roma   | Studio 6 degli Studi Televisivi Fabrizio Frizzi | Maurizio Pagnussat  | Maurizio Pagnussat |
| 4ª       | Nek        | Bianca Guaccero | 10 gennaio 2025  | 7 febbraio 2025 | Rai 1 | 5       | Luca Chiaravalli | Selma Ezzine    | Canto            | Roma   | Teatro 9 degli Studios                          | Piergiorgio Camilli | Luigi Antonini     |

## Audience
| Edizione | Rete televisiva | Anno | Stagione          | Programmazione | Programmazione | Programmazione | Programmazione | Programmazione | Programmazione | Programmazione | Collocazione | Telespettatori | Share | Premiere       | Premiere | Finale         | Finale |
| Edizione | Rete televisiva | Anno | Stagione          | L              | M              | M              | G              | V              | S              | D              | Collocazione | Telespettatori | Share | Telespettatori | Share    | Telespettatori | Share  |
| -------- | --------------- | ---- | ----------------- | -------------- | -------------- | -------------- | -------------- | -------------- | -------------- | -------------- | ------------ | -------------- | ----- | -------------- | -------- | -------------- | ------ |
| 1ª       | Rai 2           | 2022 | estate            |                |                |                |                |                |                |                | Prima serata | 1 150 000      | 8,81% | 1 045 000      | 7,51%    | 1 126 000      | 9,17%  |
| 2ª       | Rai 2           | 2023 | primavera         | 1 058 000      | 6,35%          | 1 162 000      | 7,25%          | 1 081 000      | 6,53%          |                | Prima serata |                |       |                |          |                |        |
| 3ª       | Rai 2           | 2024 | inverno-primavera | 1 069 000      | 6,56%          | 1 027 000      | 6,07%          | 1 149 000      | 7,20%          |                | Prima serata |                |       |                |          |                |        |
| 4ª       | Rai 1           | 2025 | inverno           |                |                | 2 876 000      | 18,88%         | 3 003 000      | 19,00%         | 3 160 000      | Prima serata | 21,00%         |       |                |          |                |        |